# Semiothisa sexpunctata
Semiothisa sexpunctata är en fjärilsart som beskrevs av Bates 1886. Semiothisa sexpunctata ingår i släktet Semiothisa och familjen mätare. Inga underarter finns listade i Catalogue of Life.